# Ramón Campos
Ramón Campos Sáez (Noya, 1975) es un productor ejecutivo, guionista y director español de series de televisión, películas y documentales. Cofundador de Bambú Producciones, junto a Teresa Fernández-Valdés. Entre sus ficciones, Desaparecida, Gran Hotel, Velvet, Fariña, Las Chicas del cable, La Favorita 1922,  y El Caso Asunta. También escritor.

## Trayectoria
Estudió Comunicación Audiovisual en la Universidad de Navarra, e inició su carrera profesional en series de televisión en la autonómica vasca ETB. Fue analista de guion en Continental Producciones. Sus primeros guiones fueron en series de la autonómica gallega TVG, Galicia Exprés (2001) y Entre bateas (2001) Colaboró con la productora Filmanova (2000-2002).
Compaginó la escritura con la docencia de cursos de guion en el máster de realización audiovisual y creación digital de la Universidad de A Coruña. Coescribió el telefilm Diario de un skin (Telecinco), fue cocreador de la sitcom de TVG, 4º sen ascensor (2004) y dirigió el departamento de desarrollo de la productora Voz Audiovisual (2004-07) donde creó las series A vida por diante y Padre Casares, y los programas musicales Son de estrelas y Buscando estrelas.
En 2007, se incorpora al grupo Ganga producciones, como productor ejecutivo, cocreador, y guionista de la serie Desaparecida (TVE). Se traslada a Madrid en 2008 donde fundó Bambú Producciones junto a su pareja Teresa Fernández Valdés, en la que él se encarga de la parte creativa y ella de la de producción.  Con esta empresa produce las series Guante blanco (2008, TVE), Gran Reserva (2010, TVE), Hispania (2010, Antena 3,) y los documentales Fraga y Fidel sin embargo, y Galgos americanos.
Luego produjo Gran Hotel (2011-2013, Antena 3), que tuvo adaptaciones internacionales en Francia, México, Egipto y en Estados Unidos, coproducida por Eva Longoria, y se pasó por Netlix. Con Velvet (2014-2016), tuvo gran repercusión, un capítulo final con una parte en directo. Su secuela Velvet, colección (2017-2020. Movistar+) fue su primera creación para una plataforma.
En 2013,  alumbró su primera diaria, Gran Reserva: El origen (TVE) formato que repitió para misma cadena pública con Seis hermanas (2015-2917), Dos vidas (2021-22), nominada a Mejor Telenovela en los Premios Emmy Internacional 2022, La Promesa (2023- actualidad) y Valle salvaje (2024).
En 2015, coprodujo con BBC Refugiados, (The refugees, 2015, La Sexta), Bajo sospecha (2015-2016), siguió con La embajada (2016), Tiempos de guerra (2017) y Fariña (2018), todas en Antena 3. Esta ficción sobre el narcotráfico gallego basado en el ensayo Fariña, de Nacho Carretero, fue un éxito de audiencia y de premios. Siguió con 45 revoluciones (2017, Antena 3), y Nacho (2023, Atresplayer), sobre el actor porno español Nacho Vidal.
Fue pionero en crear series locales para plataformas internacionales recién llegadas a España, con Las Chicas del cable (2017-2020, Netflix) y Now and then, (2022. Apple TV), grabada en EEUU. Repitió con Alta mar (2019-20, Netflix), Jaguar (2021, Netflix), El caso Asunta (2024, Netflix), ficción sobre un true crime real de la que había hecho una docuserie, en 2016, y Tierra de mujeres (2024, Apple TV), coproducida y protagonizada por Eva Longoria.
Además de El caso Asunta (Operación Nenúfar) (2017, Antena 3), ha creado las series documentales basadas también en hechos reales El caso Alcàsser (2019) y 800 metros (2022), ambas para Netflix. y  Cómo cazar a un monstruo (2024, Amazon Prime).
En 2014 empezó a producir cine con El club de los incomprendidos. El verano que vivimos (2020) y Un año, una noche (2022), sobre el atentado yihadista en Bataclán, uno de los Atentados de París de noviembre de 2015, que coincidió con una estancia de Ramón en la capital francesa, son sus producciones cinematográficas con más repercusión.
En 2022, confesó su intento de suicidio, a 21 años, siendo universitario, "por no encontrar sentido a su vida".  Lo reconoció públicamente para alertar sobre la salud mental en los adolescentes.
En marzo de 2023, coincidiendo con su ruptura sentimental, Teresa Fernández-Valdes abandona Bambú Producciones, y en mayo de 2024, ella crea la suya propia, Te espero en Marte 2023
En 2024 estrena Valle salvaje (La 1) y anuncia las también ficciones de época, La Favorita 1922, su primera serie para Mediaset y Manual para señoritas (Netflix).y otra sobre la historia del partido Podemos,También la coproducción de las películas, Rondallas, de Daniel Sánchez Arévalo, Vieja loca, de Martín Mauregui y La mitad de Ana, de Marta Nieto.
Participó como ponente en la cuarta edición de Iberseries&Platino Industria, en Madrid, gran evento internacional que reúne a los profesionales de la industria audiovisual iberoamericana.

## Producciones

### Televisión
- Galicia Expres (2001, TVG) Serie. Guionista.
- Entre bateas (2001, TVG) Telefilm. Guionista,
- Secuestrados en Georgia (2003, Telecinco) Telefilm. Guionista.
- As leis de Celavella (2003) Serie. Creador .
- Diario de un skin (2005) Tv movie, Guionista.
- 4º sen ascensor (2005, TVG) La Region TV. Serie. Creador y guionista.
- A vida por diante (2006-07, TVG) Serie. Creador, productor ejecutivo.
- Desaparecida (2007-08). Serie. Creador, productor ejecutivo y guionista.
- Guante blanco (2008,  La 1) Creador y productor ejecutivo, la primera serie con Bambú Producciones.
- Gran Reserva (2010-2013, La 1). Creador, productor ejecutivo, guionista.
- Hispania, la leyenda (2010-2012, Antena 3) Creador, productor ejecutivo y guionista.
- Marco (2011-2012, Antena 3)
- Gran Hotel (2011-2013, Antena 3), Atresmedia, Bambú Producciones y Beta Film acuerdan su distribución internacional
- Imperium (2012, Antena 3), Idea original y productor ejecutivo.
- Gran Reserva: El origen (2013, La 1) Creador y productor ejecutivo.
- Velvet (2014-2016, Antena 3), Atresmedia, Bambú Producciones e Beta Film acuerdan su distribución internacional por esta última.
- Refugiados (The refugees) (2015, La Sexta). Creador y productor ejecutivo.
- Bajo sospecha (2015-2016, Antena 3) Creador y productor ejecutivo.
- Seis hermanas (2015-2917, La 1) Productor ejecutivo y guionista.
- El hotel de los secretos (2016, Televisa) Creador,
- La embajada (2016-, Antena 3) Idea original y producción ejecutiva.
- Cazadores de trolls (2017, La Sexta Docu-reality
- Tiempos de guerra (2017, Antena 3). Creador y productor ejecutivo.
- Traición (2017-18, La 1) Idea original y productor ejecutivo.
- Velvet, colección (2017-2020, Movistar)
- Fariña (2018, Antena 3) Productor ejecutivo y guionista.
- Las Chicas del cable (2017-2020, Netflix)
- Instinto (2017, Movistar+) Creador, productor ejecutivo y guionista
- 45 revoluciones (2017, Antena 3) Cocreador, productor ejecutivo, y guionista.
- En tierras salvajes (2017, canal Las Estrellas, México) Idea original junto a Gema R. Neira
- Grand Hotel (2019, cadena ABC, EE.UU.) Coproductor ejecutivo.
- El corredor de la muerte (2019, Movistar+). Creador y productor ejecutivo
- Alta mar (2019-20, Netflix) Creador, productor ejecutivo y guionista.
- Jaguar (2021, Netflix). Creador y productor ejecutivo.
- Dos vidas (2021-22, La 1). Productor.
- Un asunto privado (2022, Amazon) Idea original y productor ejecutivo.
- Now and Them (2022, Apple TV) Creador, productor ejecutivo y guionista.
- La Promesa (2023- actualidad La 1) Productor.
- Nacho (2023, Atresplayer). Productor ejecutivo.
- El caso Asunta (2024, Netflix). Productor ejecutivo.
- Tierra de mujeres (2024, Apple TV) Creador, coproductor ejecutivo y guionista.
- Valle salvaje (2024, TVE y Netflix) Productor.
- Manual para señoritas (2025, Netflix) Productor [27]

Documentales
- Fraga y Fidel sin embargo (2012) Productor.
- American Greyhounds (2010). Productor.
- El caso Asunta. Operación Nenúfar. (2016, Antena 3). 4 episodios. Productor ejecutivo y guionista.
- El caso Alcàsser (2019, Netflix). 5 capítulos. Productor ejecutivo y guionista.
- 800 metros (2022, Netflix) 3 episodios. Productor ejecutivo y guionista.
- Cómo cazar a un monstruo (2024, Prime Video). 3 episodios. Productor ejecutivo y guionista.[28]

### Cine
- El club de los incomprendidos (2014), dirigida por Carlos Sedes. Productor y guionista.
- A pesar de todo (2019, dr. Gabriela Tagliavini). Productor
- Malasaña 32 (2020), dr. Albert Pintó). Productor.
- El verano que vivimos (2020, dr. Carlos Sedes). Productor y guionista.
- 13 Exorcismos (2022, dr.Jacobo Martínez). Productor y guionista.
- Un año, una noche (2022, dr. Isaki Lacuesta) Productor.

## Libros
- El orfebre. (Planeta de Libros, 2018) ISBN 978-84-08-20153-3.[29]

## Premios y reconocimientos
- Nominado a los Premios del Festival de Televisión de Montecarlo 2012 a la categoría de Mejores Productores Internacionales, junto a su socia en la productora, Teresa Fernández-Valdés.[30]
- Premio Iris de la Crítica 2017, otorgado por un jurado de críticos y periodistas especializados en televisión, "por su exitosa trayectoria en la ficción nacional, sabiendo abrirse a nuevos formatos, en abierto y en plataformas de pago,al mercado internacional y su apuesta por el talento femenino". El galardón forma parte los Premios Iris de la Academia de la Televisión.[31]
- Premio GQ al Empresario del año 2017.[32]
- Premio al Compromiso Masculino en la VIII edición de los Premios Mujerhoy 2018.[33]
- Premio Iris 2024 Producción de Ficción, por El caso Asunta.[34]Galardón concedido anualmente por la Academia de Televisión.
- Premio Iris 2024 Mejor Ficción, a El caso Asunta.[34]